# Armando Trovajoli
Armando Trovajoli (parfois nommé Trovaioli), né le 2 septembre 1917 à Rome et mort le 28 février 2013 à Rome, est un pianiste et compositeur italien de musiques de films. Il a écrit certaines chansons sous le pseudonyme Vatro.

## Biographie
Pendant son enfance, Armando Trovajoli commence à étudier le violon, révélant un remarquable talent musical. Il étudie le piano et de composition musicale au conservatoire Sainte-Cécile de Rome. En 1937, il entre dans l'orchestre de Rocco Grasso, puis, en 1939 dans l'orchestre di Sesto Carlini, une des formations de jazz italiennes les plus renommées de l'époque.
Après la guerre, il alterne l'activité dans le jazz avec celle dans la musique légère et, en même temps, continue ses études de musique en passant son diplôme au Conservatoire Santa Cecilia de Rome en 1948. En 1949, il est choisi pour représenter l'Italie au Festival de Jazz de Paris où, avec Gorni Kramer à la contrebasse et Gil Cuppini à la batterie, il joue dans la célèbre Salle Pleyel.
L'année suivante, il commence à enregistrer un disque, publié sous le titre Musica per i vostri sogni.
Il réalise avec Piero Morgan (Piero Piccioni) deux des premières émissions de jazz à la radio italienne intitulées Musica per i vostri sogni (Musique pour vos rêves) et Eclipse, avec piano et orchestre à cordes.
Il a joué avec les plus fameux jazzmen : Duke Ellington, Louis Armstrong, Miles Davis, Chet Baker, Stephane Grappelli et Django Reinhardt.
À côté du jazz, il s'est consacré au cinéma, signant par exemple la bande son de Riz amer (avec Goffredo Petrassi, La ciociara, Nous nous sommes tant aimés, Parfum de femme, Une journée particulière. On peut mettre à son actif la musique de plus de 300 films, depuis des productions à petit budget jusqu'aux collaborations avec Ettore Scola, Vittorio De Sica et Dino Risi.
Alessandro Alessandroni fonde en 1961 I Cantori Moderni, un chœur à huit voix. C'est ce groupe vocal que l'on entend chanter sur la chanson Samoa Tamure (Samoa Tamouré) composée par Armando Trovajoli pour la bande-originale du film I Mostri (Les Monstres) réalisé par Dino Risi en 1963. Cette chanson aux sonorités polynésiennes illustre la scène du bal du Réveillon de la Saint-Sylvestre du film 9 mois ferme, réalisé en 2013 par Albert Dupontel.
Il écrit aussi la musique de comédies musicales, en collaboration avec Pietro Garinei et Sandro Giovannini, par exemple pour Aggiungi un posto a tavola et Rugantino.
Il a été également l'un des maris de l'actrice Pier Angeli.
Ouvert en mai 2011 à Rome, le Pont de la Musique a été rebaptisé à son nom après sa mort.

## Chansons de musique légère
Ne sont indiqués ci-dessous que les premiers interprètes, certaines des chansons ayant été reprises.
- 1950 - Dimmi un po' Sinatra chantée par Quartetto Cetra (paroles de Tata Giacobetti)
- 1951 - È l'alba chantée par Nilla Pizzi (paroles de Gian Carlo Testoni)
- 1958 - Che m'è 'mparato 'a fa chantée par Sophia Loren (paroles de Dino Verde)
- 1961 - Lady luna chantée par Miranda Martino et Jimmy Fontana (paroles de Dino Verde)
- 1961 - Roma nun fa' la stupida stasera chantée par Nino Manfredi et Lea Massari (paroles de Pietro Garinei et Sandro Giovannini)
- 1961 - Ciumachella de Trastevere chantée par Lando Fiorini (paroles de Pietro Garinei et Sandro Giovannini)
- 1963 - O meu violão chantée par Carlo Pes (paroles de Giorgio Calabrese)
- 1964 - Per una notte no chantée par Gianni Morandi (paroles de Franco Migliacci)
- 1965 - La verità chantée par Paul Anka et Carmen Villani (en collaboration avec Carlo Pes ; paroles de Sergio Bardotti)
- 1966 - Bada Caterina chantée par Carmen Villani (paroles de Franco Migliacci)
- 1966 - Brillo bollo chantée par Carmen Villani (paroles de Giulia De Mutiis)
- 1968 - Il profeta chantée par Carmen Villani (en collaboration avec Carlo Pes ; paroles de Antonio Amurri)
- 1968 - Io ti sento/Io ti sento chantée par Marisa Sannia
- 1969 - L'amore dice ciao chantée par Andee Silver (paroles de Giancarlo Guardabassi)
- 1969 - Love is a woman chantée par Lydia Macdonald (vocalises sans texte)
- 1973 - Nun je da' retta, Roma chantée par Luigi Proietti (paroles de Luigi Magni)
- 1975 - Aggiungi un posto a tavola chantée par Johnny Dorelli (paroles de Pietro Garinei et Sandro Giovannini)

## Récompenses et distinctions
- Prix David di Donatello du meilleur musicien, 1978
- Prix David di Donatello du meilleur musicien, 1984
- Commandeur de l'Ordre du mérite de la République italienne, 1995
- Chevalier grand-croix de l'Ordre du mérite de la République italienne, 2000